# Diane (sång)
Diane är en sång av den amerikanska rockgruppen Hüsker Dü. Sången, som återfinns på gruppens EP-skiva Metal Circus från 1983, är komponerad av trummisen Grant Hart.

## Bakgrund
Sången handlar om den 19-åriga servitrisen Diane Edwards som våldtogs och mördades av Joseph Ture i West St. Paul, Minnesota den 26 september 1980. Hon var på väg hem från arbetet, när hon blev kidnappad och bortförd i bil av Ture. Diane Edwards bortrövande ägde rum en mil från Grant Harts bostad och flera av hans vänner kände henne och hennes familj.
Låtens första strofer lyder:
| ” | Hey little girl, do you need a ride? Well, I've got room in my wagon why don't you hop inside We could cruise down Robert Street all night long but I think I'll just rape you, and kill you instead | „ |

## Cover-versioner
"Diane" utgavs som singel av den nordirländska gruppen Therapy? den 6 november 1995. Sången, som återfinns på gruppens femte studioalbum Infernal Love, nådde 26:e plats på den brittiska singellistan.

## Låtförteckning
Vinylsingel och CD-singel
| Nr | Titel                           | Längd |
| -- | ------------------------------- | ----- |
| 1. | Diane                           | 4:04  |
| 2. | Misery (Acoustic Version)       |       |
| 3. | Die Laughing (Acoustic Version) |       |
| 4. | Screamager (Acoustic Version)   |       |

Velvet Digipak CD och kassett
| Nr | Titel                               | Längd |
| -- | ----------------------------------- | ----- |
| 1. | Diane                               | 4:04  |
| 2. | Jude the Obscene (Acoustic Version) |       |
| 3. | Loose (Acoustic Version)            |       |
| 4. | 30 Seconds (Acoustic Version)       |       |

Tysk dubbel-CD digipack
| Nr | Titel                               | Längd |
| -- | ----------------------------------- | ----- |
| 1. | Diane                               | 4:04  |
| 2. | Misery (Acoustic Version)           |       |
| 3. | Die Laughing (Acoustic Version)     |       |
| 4. | Screamager (Acoustic Version)       |       |
| 5. | Jude the Obscene (Acoustic Version) |       |
| 6. | Loose (Acoustic Version)            |       |
| 7. | 30 Seconds (Acoustic Version)       |       |

Gravenhurst gjorde 2004 en cover på "Diane"; sången finns med på albumet Black Holes in the Sand.